# SCL Group
SCL (Strategic Communication Laboratories) Group was een privaat Brits databedrijf voor gedragsonderzoek en strategische communicatie. 
In de V.S. was SCL Group actief onder de naam Cambridge Analytica. Het bedrijf paste datamining en data-analyse toe om het gedrag van de doelgroepen van haar opdrachtgevers te beïnvloeden. 
Gebaseerd op resultaten van die technieken, worden communicaties specifiek gericht op sleuteldoelgroepen met de bedoeling om hun gedrag te wijzigen overeenkomstig het doel van SCL's klant. 
Het bedrijf omschreef zichzelf als een “wereldwijd verkiezings management agentschap."

## Geschiedenis
In 1990 richtte Nigel Oakes, die een achtergrond had in in t.v.-productie en marketing in Londen het Behavioural Dynamics Institute (BDI) op als een onderzoeksinstituut voor strategische communicatie. Het bestuderen van het gedrag van massa's en het veranderen daarvan was in 1993 voor hem aanleiding om de Strategic Communication Laboratories te stichten. Oakes ging ervan uit dat de toepassing van de inzichten van de psychologen en antropologen van BDI meer succes zou opleveren dan de traditionele marketingmethoden. 
BDI was een non-profit dochter van SCL Group.

## Activiteiten
Na een eerste commercieel succes, breidde SCL Group haar activiteiten uit naar militaire en politieke arena’s. Het bedrijf wordt in verband gebracht met campagnes om desinformatie te verspreiden en het tot stand brengen van gerichte beïnvloeding van kiezers.
Volgens haar website nam SCL Group sinds 1994 deel aan meer dan 25 internationale campagnes.
Vanaf 2009 is het bedrijf daarnaast begonnen met het uitrollen van haar operaties voor rampenbestrijding en ziektepreventie.
SCL Group’s betrokkenheid in het politieke domein speelde zich in eerste instantie af in de ontwikkelingsomgeving, waar militairen en politici de processen toepassen om de publieke opinie en de politieke wil te beïnvloeden of te manipuleren. 
Ze gebruikten, zogenaamde “psy ops” om inzicht te verkrijgen in het gedachtegoed van doelgroepen.
SCL Group claimde erin geslaagd te zijn om coups uit te lokken.
Volgens haar website zou SCL Group verkiezingsuitslagen hebben beïnvloed in onder andere Italië, Letland, Oekraïne, Albanië, Roemenië, Zuid-Afrika, Nigeria, Kenia, Mauritius, India, Indonesië, Thailand, Taiwan, Colombia, Antigua en Trinidad & Tobago.
SCL Group claimde dat haar methodologie was goedgekeurd dan wel bekrachtigd door o.a. (federale) regeringsinstanties van het V.K. en de V.S..

## Cambridge Analytica
SCL Group richtte Cambridge Analytica op om een rol te spelen tijdens de verkiezingsprocessen in de Verenigde Staten. Het bedrijf betrad de Amerikaanse markt in 2012 en was in 2014 betrokken bij 44 tussentijdse verkiezingen resp. op niveau van het Congres, de Senaat en de onderscheiden staten.
In 2015 werd bekend dat het bedrijf voor de voorverkiezingen van de Amerikaanse presidentsverkiezingen 2016 was ingehuurd door de Republikeinse Partij, primair ten dienste van kandidaat Ted Cruz. 
In CA is fors geïnvesteerd door de hedge fund miljardair Robert Mercer, een belangrijk supporter van Ted Cruz en Donald Trump.

## Externe relaties
- Website SCLGroup